# 餓鬼憑き
餓鬼憑き（がきつき）は、日本各地に伝わる憑き物。人間が餓鬼に取り憑かれ、激しい空腹感に襲われることをいう。

## 概要

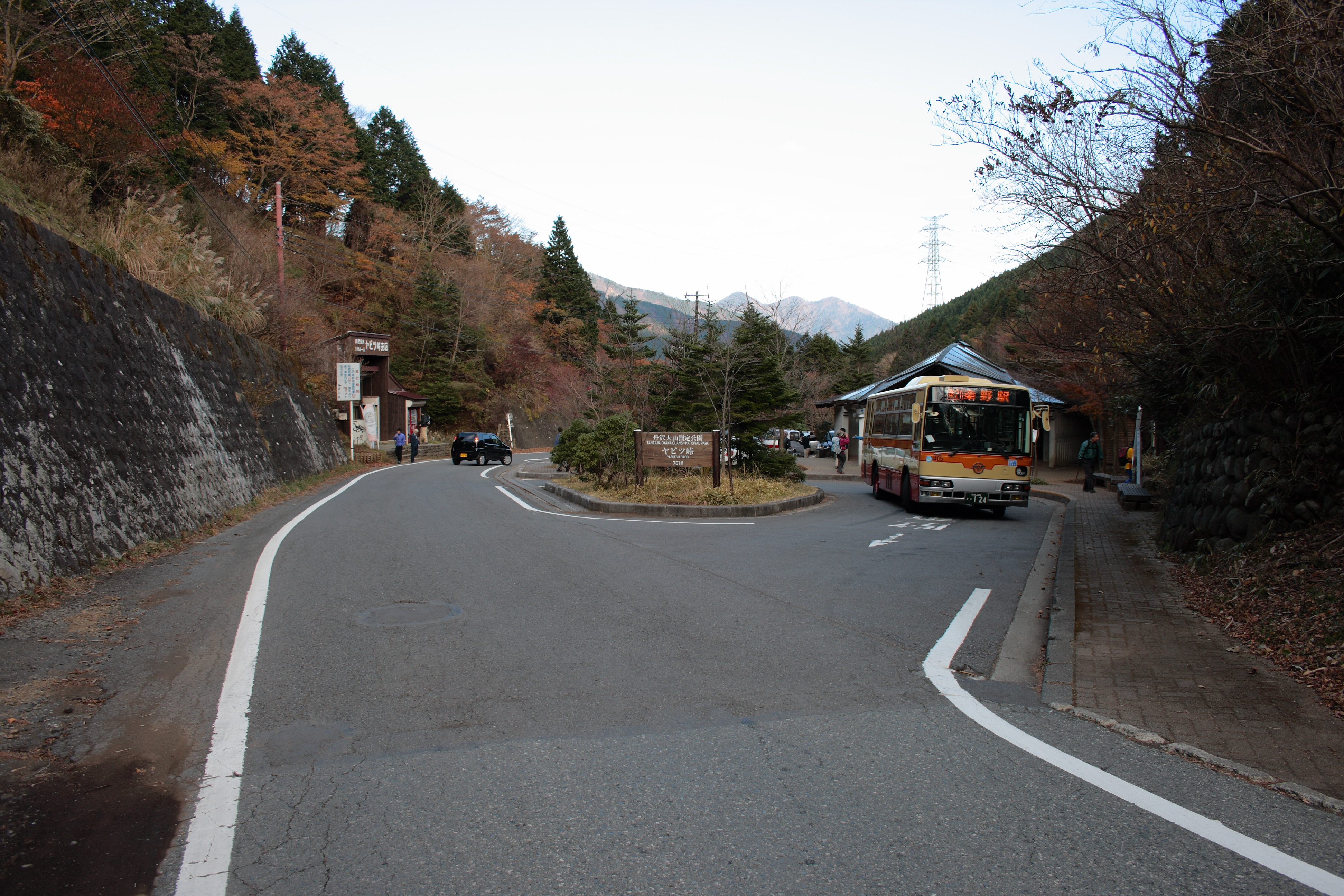
神奈川県ヤビツ峠。かつては戦国時代の三増峠の戦いで戦死した武士の亡霊が彷徨い、餓鬼憑きが多発したという。

餓鬼に憑かれるのは主に山道を歩いているときなどとされ、憑かれると身動きが取れなくなってしまい、歩いている最中だった場合は一歩も前へ進めなくなってしまう。
神奈川県のヤビツ峠では、合戦で餓死した兵の亡霊が餓鬼となってさまよい、食物をあさっている為、峠越えをする旅人は急に空腹となり、歩行困難に陥いるため、食物を峠に供えて越えなければならないとされている。
餓鬼憑きに遭った場合には食べ物を口に入れることで逃れられるとされる。和歌山県の北部ではこの食べ物は一粒だけの米でも良いとされ、それすら持ち合わせがないときには「米」という字を掌に書いて嘗めることでも良いという。また高知県の土佐清水地方でも餓鬼飯といって、餓鬼憑きに備えて弁当の中身を一口ほど残す慣わしがある。新潟県では餓鬼憑きで空腹に襲われた者にすぐに食べ物を与えることは良くないといい、粥、雑炊、味噌汁などの軽めの食事を出すという。
前もって餓鬼憑きを避けるための方法も伝わっている。和歌山北部では、山中で弁当を食べるときには、その中身の一口分だけを周囲に撒くと餓鬼憑きに遭わないという。
なお餓鬼とは、本来は仏教における餓鬼道の亡者を指し、仏教説話集である『因果物語』にも、『慳貪者、生きながら餓鬼の報いを受くる事』と題して、餓鬼道の霊が人に取り憑く話が語られているが、民間の伝承における餓鬼憑きの餓鬼とは、一般的には行き倒れになった者や餓死者の怨霊のことを指している。
西日本に広く伝承される憑き物・ひだる神も、餓鬼憑きの類として知られる。

## 類似する憑き物
磯餓鬼（いそがき）
伊豆諸島の利島の海岸に現れるという餓鬼憑き。海に出た人がこれに憑依されると、急激に空腹に襲われて倒れてしまう。海に出るとき、芋などの食べ物を携帯しておくと、この怪を避けられるという。
ジキトリ
愛媛県の宇和地方に伝わる餓鬼憑き。憑かれた際には僅かの食料でも口に入れると逃れられるので、前もって弁当の中身を数粒の飯でも良いので残しておくと良いという。
ナエガツク
福岡県遠賀郡岡垣村波津（現・岡垣町）の憑き物。海で水死体を見るとこれに憑かれ、急に腹が減ってしまうという。これに憑かれた男が、家に帰って5人前の飯を平らげたという話もある。